# Bernardo Matte
Bernardo Matte Larraín (Santiago, 21 de agosto de 1955) es un ingeniero comercial y empresario chileno, uno de los líderes del grupo económico forjado por su padre, Eliodoro Matte Ossa, durante la segunda mitad del siglo XX.
Actualmente lidera el negocio financiero de la familia. Como tal, preside, entre otros, los directorios del Banco Bice y de la sociedad de inversiones Bicecorp.
Casado con María Isabel Izquierdo Wacholtz, es padre de tres hijos, Bernardo, Sofía y Francisco.

## Primeros años
Nacido del matrimonio conformado por Matte Ossa, principal accionista de la forestal y papelera CMPC desde mediados de los años 1970, y de María Larraín Vial, se educó en el Saint George's College de Santiago. En dicho establecimiento, del cual egresó a fines de 1972, conoció al después abogado y político Andrés Allamand, con quien forjaría una estrecha y larga amistad.
Férreo opositor al Gobierno de la Unidad Popular, que administró el país hasta el Golpe de Estado del 11 de septiembre de 1973, fue militante en este periodo del Partido Nacional y luego del movimiento paramilitar de corte fascista Patria y Libertad.

## Actividad empresarial
Una vez fuera del colegio se matriculó en la Pontificia Universidad Católica (PUC), donde permaneció solamente algunas semanas, y luego en la Universidad de Chile de la capital, donde estudió la carrera de ingeniería comercial. Con el título en la mano, se incorporó al departamento de estudios de Minera Valparaíso, sociedad de propiedad de su padre que agrupaba diversas inversiones.
Tras un año sabático en Asia, se reintegró a fines de 1980 a las empresas familiares, esta vez con la misión específica de crear una administradora de fondos de pensiones (AFP), un negocio que recién nacía. Así surgió AFP Summa, la cual en 1998 sería vendida a Santander Chile Holding, del grupo español Santander, simultáneamente con su socio, el empresario local de origen italiano Anacleto Angelini. En paralelo a este proyecto se incorporó al Banco Bice, un emprendimiento familiar que llegaría a presidir en el año 2000 en lugar de Gonzalo Valdés Budge.
En 1983, con su ingreso al directorio de Copec, vinculada al propio Angelini, inició una carrera marcada por roles en firmas en las que su familia participaba acompañando de otros grupos empresariales. En ella destaca el papel jugado en la operadora de telecomunicaciones Entel, compartiendo propiedad con Juan Hurtado Vicuña y Eduardo Fernández León, entre otros, y la generadora eléctrica Colbún, por muchos años manejada en conjunto con la europea GDF Suez.
Entre 2006 y 2012 fue presidente del directorio de esta última compañía, cargo que abandonó en favor de Bernardo Larraín, hijo de su hermana Patricia y su primo lejano Jorge Gabriel.

## Actividad pública
A mediados de los años 1980, junto con Allamand, participó en la fundación del Movimiento de Unión Nacional, un proyecto político que buscaba promover las ideas de la derecha liberal en el contexto de una dictadura.
Ya en las postrimerías de la dictadura del general Augusto Pinochet, destacó como integrante de la comisión política y, más tarde, en democracia, como negociador de las plantillas parlamentarias de Renovación Nacional (RN), tienda que financió por largos años y que dejó con el fin de concentrar sus esfuerzos en la actividad empresarial.
Por encargo del presidente socialista Ricardo Lagos integró en 2000-2004 el directorio de la estatal Televisión Nacional de Chile (TVN), el que debía reflejar un amplio espectro de sensibilidades.
Fue uno de los impulsores y fundadores del Instituto Libertad, centro de estudios políticos con carácter de autónomo que presta asesorías a las estructuras de RN.